# Värdigt, värdigt är Guds Lamm
Värdigt, värdigt är Guds Lamm är en psalm med text skriven 1985 av Artur Erikson och musik av okänd upphovsman. Texten är hämtad ur Uppenbarelseboken 5:9, 12.

## Publicerad i
- Segertoner 1988 som nr 339 under rubriken "Lovsång och tillbedjan".[1]
- Lova Herren 2020 som nummer 49 under rubriken "Guds Son, Jesus vår Frälsare".